# Friedrich Oskar von Schwarze

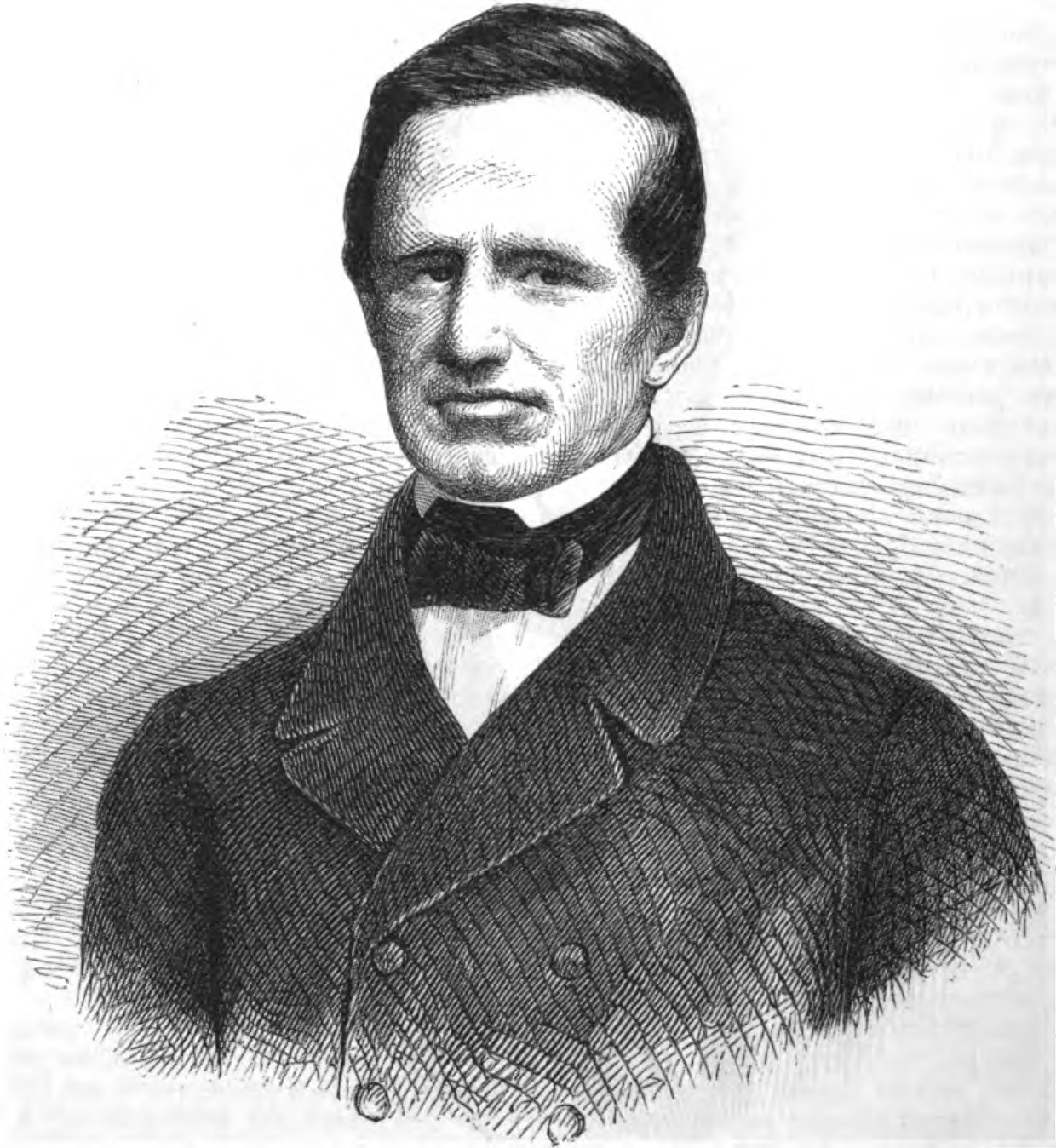
Louis Friedrich Oskar Schwarze, 1864

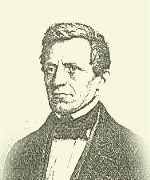
Friedrich Oskar von Schwarze (1816–1886)

Ludwig Friedrich Oskar Schwarze, ab 1875 von Schwarze (* 30. September 1816 in Löbau; † 17. Januar 1886 in Dresden) war ein deutscher Jurist und Politiker. Er war der erste Generalstaatsanwalt im Königreich Sachsen und Abgeordneter des Sächsischen Landtags und des Reichstags.

## Leben und Wirken
Der Sohn des Stadtphysikus Friedrich Schwarze in Löbau studierte nach Besuch der Dresdner Kreuzschule von 1833 bis 1836 an der Universität Leipzig Rechtswissenschaften, die er mit der Promotion zum Dr. jur. abschloss. 1839 trat er in den königlich sächsischen Staatsdienst ein, als er eine Stelle als Vortragssekretär im Kultusministerium und als Hilfsarbeiter im Appellationsgericht antrat. 1846 erfolgte seine Ernennung zum Mitglied des Spruchkollegiums an der Leipziger Universität. Zwei Jahre später wurde er an das Oberappellationsgericht nach Dresden berufen. Als Vertreter des 73. Wahlkreises gehörte er 1849/50 der II. Kammer des Sächsischen Landtags an. Auf weiteren Landtagen war er als Regierungskommissar tätig.
Ab 1848 war Schwarze Appellationsrat; 1853 stieg er zum Oberappellationsrat auf. 1856 wurde er zum Oberstaatsanwalt befördert und erhielt 1860 den Titel Generalstaatsanwalt verliehen. Als solcher wirkte er u. a. an der sächsischen Straf- und Strafprozess-Gesetzgebung mit. 1869 war er Mitglied einer siebenköpfigen Kommission, die über den Entwurf des Strafgesetzbuches für den Norddeutschen Bund beriet, das am 1. Januar 1871 in Kraft trat. Er verfasste mehrere juristische Abhandlungen insbesondere strafrechtlichen Inhalts. Er war fortwährend Mitglied der ständischen Deputation des Juristentags und präsidierte mehrmals über der 3. (strafrechtlichen) Abteilung. Schwarze war Mitglied des Stadtverordnetenkollegiums von Dresden. Vom 1. Oktober 1879 (Inkrafttreten der Reichsjustizgesetze) bis 31. Dezember 1885 war er Erster Staatsanwalt des Königreichs Sachsen.
Von 1867 bis 1884 vertrat Schwarze den 4. sächsischen Wahlkreises (Dresden rechts der Elbe) im konstituierenden und ordentlichen Reichstag des Norddeutschen Bundes und ab 1871 im Reichstag des Deutschen Kaiserreichs. Er gehörte erst der Liberalen Reichspartei und dann der Deutschen Reichspartei an, als deren rechtspolitischer Sprecher er fungierte.

## Ehrungen
Schwarze wurde als königlich-sächsischer Generalstaatsanwalt und Reichstagsabgeordneter durch Außerordentlichen Erlass vom 10. Februar 1875 in Wien mit Diplom vom 14. Juni 1875 in den erblichen österreichischen Ritterstand erhoben. Die königlich sächsische Anerkennung erhielt er am 6. August 1875. Im Jahr 1885 zum Wirklich Geheimen Rat ernannt. Er war Ehrenbürger von Dresden und Löbau.

## Werke
- De crimine rapinae ex principiis iuris communis. 1839 (Dissertation in Latein) Digitalisat
- Untersuchung practisch wichtiger Materien aus dem Gebiet des im Königreich Sachsen geltenden Rechtes. 1841
- Die Strafprozeßordnung des Königreichs Sachsen mit Erläuterungen. 1855
- Das Strafgesetzbuch und die Strafproceßordnung für das Königreich Sachsen. (zusammen mit August Otto Krug)  1856 Digitalisat
- Zur Lehre von dem fortgesetzten Verbrechen. 1857
- Das Verbrechen des ausgezeichneten Diebstahls. 1863 Digitalisat
- Das Schwurgericht und dessen Reform. 1865
- Bemerkungen zu der Lehre von der Verjährung im Strafrecht. 1867 Digitalisat
- Commentar zum Strafgesetzbuch für das Deutsche Reich. 1871
- Das Schöffengericht. 1873 Digitalisat
- Commentar zum Reichspreßgesetz. 1874 Digitalisat
- Commentar zur Deutschen Strafprozeßordnung. 1878
- Erörterung praktisch wichtiger Materien aus dem Deutschen Straßprozeßrechte. 1880